# Attack of the Killer B-Sides
Attack of the Killer B-Sides è il primo EP del gruppo musicale statunitense A Day to Remember, pubblicato il 25 maggio 2010 dalla Victory Records.

## Il disco
L'EP contiene quattro tracce già precedentemente pubblicate dalla band: Right Where You Want Me to Be è stata pubblicata come singolo natalizio nel 2009 (non proveniente quindi da nessun album), Since U Been Gone è già presente nell'edizione speciale di For Those Who Have Heart, mentre la versione acustica di Another Song About the Weekend proviene dall'edizione speciale di Homesick e, infine, la cover di Over My Head (Cable Car) dei The Fray è stata pubblicata per la prima volta nella raccolta del 2009 Punk Goes Pop 2.

## Tracce
1. Right Where You Want Me to Be – 3:42
2. Since U Been Gone (Kelly Clarkson cover) – 3:18
3. Another Song About the Weekend (Acoustic) – 3:42
4. Over My Head (Cable Car) (The Fray cover) – 3:31

## Formazione
- Jeremy McKinnon – voce
- Tom Denney – chitarra solista e voce secondaria (tranne in Right Where You Want Me to Be)
- Kevin Skaff – chitarra solista e voce secondaria in Right Where You Want Me to Be
- Neil Westfall – chitarra ritmica
- Joshua Woodard – basso
- Alex Shellnutt – batteria, percussioni